# Maybe I Do
Maybe I Do is een Amerikaanse romantische komedie uit 2023, geschreven en geregisseerd door Michael Jacobs.

## Verhaal
Michelle en Allen zijn net verloofd. Ze besluiten hun ouders uit te nodigen om het ze te vertellen. De toekomstige pasgetrouwden zullen echter ontdekken dat de respectievelijke families elkaar al kennen en dat ze tegen het idee van dit huwelijk zijn.

## Rolverdeling
| Acteur          | Personage |
| --------------- | --------- |
| Luke Bracey     | Allen     |
| Emma Roberts    | Michelle  |
| Diane Keaton    | Grace     |
| Richard Gere    | Howard    |
| William H. Macy | Sam       |
| Susan Sarandon  | Monica    |

## Productie
Deze film markeert het regiedebuut van Michael Jacobs, die voorheen voornamelijk als producent en scenarioschrijver werkte. Het markeert ook de terugkeer van Richard Gere, die sinds 2017 niet meer op het witte doek was te zien.
De opnames vonden plaats in februari en maart 2022 in New Jersey, met name in Montclair.

## Release
De film ging in première op 17 januari 2023 in New York en werd op 27 januari 2023 uitgebracht in de Verenigde Staten.

## Ontvangst
Op Rotten Tomatoes heeft Maybe I Do een waarde van 31% en een gemiddelde score van 4,9/10, gebaseerd op 35 recensies. Op Metacritic heeft de film een gemiddelde score van 42/100, gebaseerd op 10 recensies.